# Lijst van Belgische ministers van Landbouw
Dit is een lijst van ministers van Landbouw in de Belgische federale regering. Sinds de vijfde staatshervorming in 2001 hebben de gewesten, voornamelijk het Vlaamse en Waalse, de grootste bevoegdheid inzake landbouw, en heeft de federale regering maar een beperkte rol. De huidige minister is David Clarinval (MR) in de regering-De Wever.

## Lijst
| Nr.   | Minister | Minister                                    | Partij | Partij                            | Begin             | Einde             | Regering(en)                                                              |
| ----- | -------- | ------------------------------------------- | ------ | --------------------------------- | ----------------- | ----------------- | ------------------------------------------------------------------------- |
| 1     |          | August Beernaert (1829-1912)                |        | Katholieke Partij                 | 16 juni 1884      | 26 oktober 1884   | Malou                                                                     |
| 2     |          | Alphonse de Moreau (1840-1911)              |        | Katholieke Partij                 | 26 oktober 1884   | 26 augustus 1888  | Beernaert                                                                 |
| 3     |          | Léon De Bruyn (1838-1908)                   |        | Katholieke Partij                 | 26 augustus 1888  | 5 augustus 1899   | Beernaert, De Burlet, De Smet de Naeyer I en Vandenpeereboom              |
| 4     |          | Maurice van der Bruggen (1852-1919)         |        | Katholieke Partij                 | 5 augustus 1899   | 2 mei 1907        | De Smet de Naeyer II                                                      |
| [ 1 ] |          | Joris Helleputte (1852-1925)                |        | Katholieke Partij                 | 2 mei 1907        | 30 oktober 1908   | De Trooz en Schollaert                                                    |
| 5     |          | Frans Schollaert (1851-1917)                |        | Katholieke Partij                 | 30 oktober 1908   | 5 augustus 1910   | Schollaert                                                                |
| 6     |          | Joris Helleputte (1852-1925)                |        | Katholieke Partij                 | 5 augustus 1910   | 17 juni 1911      | Schollaert                                                                |
| 7     |          | Aloys Van de Vyvere (1871-1961)             |        | Katholieke Partij                 | 17 juni 1911      | 11 november 1912  | De Broqueville I                                                          |
| (6)   |          | Joris Helleputte (1852-1925)                |        | Katholieke Partij                 | 11 november 1912  | 21 november 1918  | De Broqueville I en II en Cooreman                                        |
| 8     |          | Albéric Ruzette (1866-1929)                 |        | Katholieke Partij/Katholieke Unie | 21 november 1918  | 17 juni 1925      | Delacroix I en II, Carton de Wiart, Theunis I, II en III en Van de Vyvere |
| (7)   |          | Aloys Van de Vyvere (1871-1961)             |        | Katholieke Unie                   | 17 juni 1925      | 24 februari 1926  | Poullet                                                                   |
| 9     |          | Pierre de Liedekerke de Pailhe (1869-1943)  |        | Katholieke Unie                   | 24 februari 1926  | 20 mei 1926       | Poullet                                                                   |
| 10    |          | Henri Baels (1878-1951)                     |        | Katholieke Unie                   | 20 mei 1926       | 6 juni 1931       | Jaspar I, II en III                                                       |
| 11    |          | Emile van Dievoet (1886-1967)               |        | Katholieke Unie                   | 6 juni 1931       | 22 oktober 1932   | Renkin I en II                                                            |
| 12    |          | Charles de Broqueville (1860-1940)          |        | Katholieke Unie                   | 22 oktober 1932   | 17 december 1932  | De Broqueville III                                                        |
| 13    |          | Gustaaf Sap (1886-1940)                     |        | Katholieke Unie                   | 17 december 1932  | 12 juni 1934      | De Broqueville IV                                                         |
| 14    |          | Frans Van Cauwelaert (1880-1961)            |        | Katholieke Unie                   | 12 juni 1934      | 14 januari 1935   | De Broqueville V en Theunis IV                                            |
| [ 1 ] |          | Hubert Pierlot (1883-1963)                  |        | Katholieke Unie                   | 14 januari 1935   | 13 maart 1935     | Theunis IV                                                                |
| 15    |          | August de Schryver (1898-1991)              |        | Katholieke Unie                   | 13 maart 1935     | 13 juni 1936      | Theunis IV en Van Zeeland I                                               |
| 16    |          | Hubert Pierlot (1883-1963)                  |        | Katholiek Blok                    | 13 juni 1936      | 15 mei 1938       | Van Zeeland II en Janson                                                  |
| 17    |          | Paul Heymans (1895-1960)                    |        | extraparlementaire katholiek      | 15 mei 1938       | 21 januari 1939   | Spaak I                                                                   |
| 18    |          | Charles d'Aspremont Lynden (1888-1967)      |        | Katholiek Blok                    | 21 januari 1939   | 22 februari 1939  | Spaak I                                                                   |
| (16)  |          | Hubert Pierlot (1883-1963)                  |        | Katholiek Blok                    | 22 februari 1939  | 16 april 1939     | Pierlot I                                                                 |
| (18)  |          | Charles d'Aspremont Lynden (1888-1967)      |        | Katholiek Blok                    | 16 april 1939     | 28 augustus 1940  | Pierlot II, III en IV                                                     |
| (16)  |          | Hubert Pierlot (1883-1963)                  |        | Katholiek Blok                    | 22 november 1940  | 20 juni 1944      | Pierlot V                                                                 |
| (15)  |          | August de Schryver (1898-1991)              |        | Katholieke Partij                 | 20 juni 1944      | 26 september 1944 | Pierlot V                                                                 |
| 19    |          | Henri de la Barre d'Erquelinnes (1885-1961) |        | Katholiek Blok                    | 26 september 1944 | 12 februari 1945  | Pierlot VI en VII                                                         |
| 20    |          | Louis Delvaux (1895-1976)                   |        | Katholiek Blok                    | 12 februari 1945  | 2 augustus 1945   | Van Acker I                                                               |
| 21    |          | René Lefebvre (1893-1976)                   |        | Liberale Partij                   | 2 augustus 1945   | 13 maart 1946     | Van Acker II                                                              |
| 22    |          | Arthur Wauters (1890-1960)                  |        | PSB                               | 13 maart 1946     | 31 maart 1946     | Spaak II                                                                  |
| (21)  |          | René Lefebvre (1893-1976)                   |        | Liberale Partij                   | 31 maart 1946     | 20 maart 1947     | Van Acker III en Huysmans                                                 |
| 23    |          | Maurice Orban (1889-1977)                   |        | CVP                               | 20 maart 1947     | 16 augustus 1950  | Spaak III en IV, G. Eyskens I en Duvieusart                               |
| 24    |          | Charles Héger (1902-1984)                   |        | PSC                               | 16 augustus 1950  | 23 april 1954     | Pholien en Van Houtte                                                     |
| (21)  |          | René Lefebvre (1893-1976)                   |        | Liberale Partij                   | 23 april 1954     | 26 juni 1958      | Van Acker IV                                                              |
| 25    |          | Albert de Vleeschauwer (1897-1971)          |        | CVP                               | 26 juni 1958      | 18 november 1960  | G. Eyskens II en III                                                      |
| (24)  |          | Charles Héger (1902-1984)                   |        | PSC                               | 21 november 1960  | 21 januari 1972   | G. Eyskens III, Lefèvre, Harmel, Vanden Boeynants I en G. Eyskens IV      |
| 26    |          | Leo Tindemans (1922-2014)                   |        | CVP                               | 21 januari 1972   | 26 januari 1973   | G. Eyskens V                                                              |
| S     |          | Antoon Steverlynck (1925-2010)              |        | CVP                               | 21 januari 1972   | 26 januari 1973   | G. Eyskens V                                                              |
| 27    |          | Albert Lavens (1920-1993)                   |        | CVP                               | 26 januari 1973   | 3 juni 1977       | Leburton, Tindemans I, II en III                                          |
| 28    |          | Antoine Humblet (1922-2011)                 |        | PSC                               | 3 juni 1977       | 3 april 1979      | Tindemans IV en Vanden Boeynants II                                       |
| (27)  |          | Albert Lavens (1920-1993)                   |        | CVP                               | 3 april 1979      | 17 december 1981  | Martens I, II, III, IV en M. Eyskens                                      |
| S     |          | Paul De Keersmaeker (1929-2022)             |        | CVP                               | 17 december 1981  | 7 maart 1992      | Martens V, VI, VII, VIII en IX                                            |
| 29    |          | André Bourgeois (1928-2015)                 |        | CVP                               | 7 maart 1992      | 23 juni 1995      | Dehaene I                                                                 |
| 30    |          | Karel Pinxten (1952)                        |        | CVP                               | 23 juni 1995      | 1 juni 1999       | Dehaene II                                                                |
| 31    |          | Herman Van Rompuy (1947)                    |        | CVP                               | 1 juni 1999       | 12 juli 1999      | Dehaene II                                                                |
| 32    |          | Jaak Gabriëls (1943-2024)                   |        | VLD                               | 12 juli 1999      | 10 juli 2001      | Verhofstadt I                                                             |
| 33    |          | Annemie Neyts (1944)                        |        | VLD                               | 10 juli 2001      | 12 juli 2003      | Verhofstadt I                                                             |
| 34    |          | Sabine Laruelle (1965)                      |        | MR                                | 12 juli 2003      | 11 oktober 2014   | Verhofstadt II en III, Leterme I, Van Rompuy, Leterme II en Di Rupo       |
| 35    |          | Willy Borsus (1962)                         |        | MR                                | 11 oktober 2014   | 28 juli 2017      | Michel I                                                                  |
| 36    |          | Denis Ducarme (1973)                        |        | MR                                | 28 juli 2017      | 1 oktober 2020    | Michel I en II, Wilmès I en II                                            |
| 37    |          | David Clarinval (1976)                      |        | MR                                | 1 oktober 2020    | heden             | De Croo en De Wever                                                       |